# Juliana Blasius
Juliana Blasius (Idar-Oberstein, 22 août 1781 - 3 juillet 1851) est une voleuse allemande

## Biographie
Elle rencontre Johannes Bückler en 1799 à Wickenhof, et en devient la complice et la femme. Elle est arrêtée avec lui le 16 juin 1802 et emmenée à Mayence, alors sous occupation française.
Johannes Bückler est guillotiné le 21 novembre 1803. Sa femme passe deux ans en prison. Elle y donne naissance à son fils, Franz Wilhelm, le 1er octobre 1802.